# جولي هندرسون
جولي باتريس هندرسون (بالإنجليزية: Julie Henderson)‏ (ولدت في 5 مارس 1986) عارضة أزياء أمريكية عرفت بظهورها في مجلة سبورتس اليستريتد سويم سووت ايشيوز.

## روابط خارجية
- الموقع الرسمي
- جولي هندرسون على موقع IMDb (الإنجليزية)
- جولي هندرسون على موقع قاعدة بيانات الفيلم (الإنجليزية)
- جولي هندرسون على موقع دليل عارضات الأزياء (الإنجليزية)
- Julie's Barbizon Alumni page نسخة محفوظة 25 مايو 2012 على موقع واي باك مشين.